# Opodiphthera helena
Opodiphthera helena es una especie de polilla perteneciente a la familia de los satúrnidos. Se puede encontrar en Australia y Tasmania. Su envergadura es de unos 130 a unos 170 mm. Las larvas se alimentan de hojas de eucalipto.